# Gunnel Vallquist
Gunnel Vallquist (Stockholm, 19 juni 1918 – aldaar, 11 januari 2016) was een Zweeds schrijfster, vertaalster en critica.

## Levensloop
Als katholiek heeft Vallquist vooral essays geschreven over religieuze thema's, waaronder een verslag van het Tweede Vaticaans Concilie. Haar grootste bijdrage was echter de Zweedse vertaling van de zevendelige roman van Marcel Proust À la recherche du temps perdu, die uitkwam tussen 1965 en 1982.
In 1980 kreeg ze een eredoctoraat in de theologie aan de Universiteit van Lund. Na de dood van Anders Österling werd Vallquist in 1982 de zevende assessor van zetel 13 in de Zweedse Academie, het college dat onder meer de Nobelprijs voor de Literatuur toekent. In 2005 ontving ze de Zweedse koninklijke onderscheiding "Litteris et Artibus".
Ze overleed in januari 2016 op 97-jarige leeftijd.

## Werken
- 1956: Något att leva för
- 1957: Giorgio La Pira : borgmästare och profet
- 1958: Ett bländande mörker
- 1959: Till dess dagen gryr: anteckningar 1950-1958
- 1960: Vägar till Gud
- 1961: Den oförstådda kärleken
- 1963: Helgonens svar
- 1964: Dagbok från Rom. D. 1, Journalistminnen från Vatikankonciliet (dagboek)
- 1964: Dagbok från Rom. D. 2, Reformation i Vatikanen? (dagboek)
- 1965: Dagbok från Rom. D. 3, Kyrkligt, världsligt, kvinnligt (dagboek)
- 1966: Dagbok från Rom. D. 4, Uppbrott (dagboek)
- 1968: Kyrkor i uppbrott
- 1969: Interkommunion? : synpunkter på en kristen livsfråga
- 1975: Följeslagare
- 1976: Morgon och afton
- 1982: Sökare och siare: essayer
- 1982: Anders Österling: inträdestal i Svenska akademien
- 1983: Steg på vägen
- 1985: Notiser om Franska akademien
- 1987: Helena Nyblom
- 1993: Den romerske kuries metoder
- 1995: Katolska läroår : Uppsala-Paris-Rom
- 2002: Vad väntar vi egentligen på? : texter om kristen enhet 1968-2002
- 2007: Guds ord till människorna: skrift och tradition enligt Dei Verbum; co-auteurs: Rainer Carls & Birger Olsson
- 2008: Texter i urval
- 2009: Herre, låt mig få brinna: anteckningar 1950-1958

## Prijzen
- 1966: Elsa Thulins översättarpris (Elsa Thulin-vertaalprijs)
- 1975: Natur & Kulturs kulturpris (Zweedse cultuurprijs)
- 2005: Litteris et Artibus-medaille